# Aldo Zuccolillo
Aldo Zuccolillo (* 3. Juli 1929 in Asunción; † 14. Juli 2018) war ein paraguayischer Unternehmer. Er war Gründer und Eigentümer der Tageszeitung ABC Color. 
Aldo Zuccollilo wurde als Sohn des italienischen Immigranten Antonio Zuccolillo Abbondante geboren. Von jung an arbeitete er in den Unternehmen seines Vaters, zusammen mit seinen Brüdern Antonio und Julio Cesar. Er verwaltete das Familienvermögen von seiner Jugend bis zum 8. August 1967, als er die Zeitung ABC Color gründete.
Zu seiner Gruppe gehörten Banco Atlas, verschiedene Einkaufszentren, das Telekommunikationsunternehmen Personal und unter anderem verschiedene Immobilienfirmen. Dies machte ihn zu einem der reichsten Paraguayer mit einem geschätzten Vermögen von etwa 1 Milliarde US-Dollar.
Als Kämpfer für die Demokratie und Pressefreiheit ging Zuccolillo über die Landesgrenzen hinaus in die Geschichte ein. Er selber wurde mehrfach inhaftiert, nachdem zuvor schon einige seiner Journalisten verhaftet worden waren.